# James Baskett
James Baskett (16 février 1904, Indianapolis, Indiana – 9 juillet 1948, Los Angeles, Californie) est un acteur afro-américain principalement connu pour avoir joué le rôle d'Oncle Rémus, dans le film Mélodie du Sud (1946) de Walt Disney Pictures et pour lequel il obtient un Oscar d'honneur, devenant le premier acteur Afro-Américain masculin à recevoir un Oscar.

## Biographie
Baskett est en mauvaise santé déjà en 1946 durant le tournage de Mélodie du Sud, souffrant notamment de diabète. Il fait même une crise cardiaque au cours de la production du film.
Sa santé continue de décliner, et il ne peut terminer la production de l’émission Amos 'n' Andy à laquelle il participe. 
Le 9 juillet 1948, durant une période d’interruption de la production du show, Baskett meurt de problèmes cardiaques dues à son diabète, à l’âge de 44 ans. Il laisse derrière lui son épouse Margaret et sa mère Elizabeth. 
Il est enterré au Cimetière de Crown Hill d’Indianapolis.

## Filmographie sélective
- 1941 : Dumbo
- 1946 : Mélodie du Sud